# Джон Конъли
Джон Конъли (на английски: John Connolly) е ирландски писател на произведения в жанра трилър.

## Биография
Джон Конъли е роден през 1968 г. в Риалто, Дъблин. Баща му е държавен служител, а майка му – домакиня и учителка. Още шест годишен започва да пише историйки, вдъхновени от детски предавания по телевизията. Както при много други писатели, това му хоби продължава да се развива с годините, но без сериозни мисли да стане писател.
Завършва английска филология в Trinity College в Дъблин, а през 1993 и магистратура по журнализъм в Dublin City University.
През 1991 г. записва курс по криминална фантастика, като част от обучението си в Trinity College. Романите, с които се сблъсква в този период, и героите, които те разкриват, правят голямо впечатление на Конъли. Той се повлиява много от авторите Джеймс Лий Бърк и Рос Макдоналд. Открива, че за разлика от английските криминални романи, американските са по-пропити със съчувствие към жертвите, моралност, възмездие и спасение. Затова и през 1993 г., започвайки първата си книга „Всяко мъртво нещо“, Конъли избира за място на действието Америка, и по-точно Мейн, където е работил за кратко през студентските си години.
Писането на романа Конъли използва за бягство от професията си като журналист към вестник Irish Times. Той не споменава на никого за романа нито планира да го публикува. Променя решението си, когато през 1996 г. се оказва финансово притиснат и решава да прати черновата на романа си до няколко издателства. Окуражен от два позитивни отговора, Конъли довършва романа и го продава през 1998 година. Той е публикуван на следващата година и е радушно приет от читатели и критика. Вестник „Сънди Таймс“ го нарича „един от четиримата най-обещаващи млади таланти за годината“ и включва дебюта му в списъка бестселъри. Впоследствие получава наградата „Шеймъс“ за най-добра първа книга.
Той живее в Съединени американски щати; предпочита щата Мейн, където обикновено се развива действието в книгите му. През 1999 г. излиза първият му криминален роман „Всяко мъртво нещо“. В Съединените щати купуват правата за романа му за 1 милион долара – рекорд за ирландски автор. Главен персонаж в романа „Всяко мъртво нещо“ е Чарли Паркър – бивш полицай, който търси убиеца на своите жена и дъщеря. Чарли Паркър е главен герой и в повечето от последвалите книги на Джон Конъли.

### Поредица „Чарли Паркър“
1. Every Dead Thing (1999)
Всяко мъртво нещо.   Издателска къща „Прозорец“, 2000. ISBN 9547331361. с. 528.
2. Dark Hollow (2000)
Дарк Холоу.   Издателска къща „Прозорец“, 2000. ISBN 954-733-178-7. с. 432.
3. The Killing Kind (2001)
Родени да убиват.   Издателска къща „Прозорец“, 2001. ISBN 954733196. с. 384.
4. The White Road (2002)
Белият път.   Издателска къща „Прозорец“, 2002. ISBN 954-733-272-4. с. 424.
5. The Black Angel (2005) 
Черният ангел.   Издателска къща „Прозорец“, 2005. ISBN 9547334352. с. 624.
6. The Unquiet (2007)
Нечестивци.   Издателска къща „Прозорец“, 2007. ISBN 9789547334649. с. 590.
7. The Reapers (2008)
Жътварите.   Издателска къща „Прозорец“, 2009. ISBN 978-954-733-650-6. с. 336.
8. The Lovers (2009)
Отмъщение от отвъдното.   Издателска къща „Прозорец“, 2009. ISBN 9789547336346. с. 320.
9. The Whisperers (2010)
Шепнещите.   Издателска къща „Прозорец“, 2011. ISBN 9789547336995. с. 350.
10. The Burning Soul (2011)
Душа в пламъци.   Издателска къща „Прозорец“, 2013. ISBN 9789547337701. с. 384.
11. The Wrath of Angels (2012)
Ангелите на гнева.   Издателска къща „Прозорец“, 2014. ISBN 9789547338081. с. 406.
12. The Wolf in Winter (2014)
Вълкът през зимата.   Издателска къща „Прозорец“, 2016. ISBN 9789547338852. с. 382.
13. A Song of Shadows (2015)
Песен на сенките.   Издателска къща „Прозорец“, 2016. ISBN 9789547338920. с. 400.
14. A Time of Torment (2016)
Време на мъчения.   Издателска къща „Прозорец“, 2017. ISBN 9789547339309. с. 388.
15. A Game of Ghosts (2017)
Игра на духове.   Издателска къща „Прозорец“, 2018. ISBN 9789547339576. с. 360.
16. The Woman in the Woods (2018)
Жената от леса.   Издателска къща „Прозорец“, 2019. ISBN 9789547330009. с. 400.
17. A Book of Bones (2019)
18. The Dirty South (2020)

### Поредица „Самюъл Джонсън“
1. The Gates (2009)
Портите.   Издателска къща „Прозорец“, 2010. ISBN 9789547336766. с. 248.
2. The Infernals (2011)
Камбаните на ада.   Издателска къща „Прозорец“, 2012. ISBN 9789547337411. с. 262.
3. The Creeps (2013)

### Сборници с кратки разкази
1. Nocturnes (2004)
Нощни приказки.   Издателска къща „Прозорец“, 2009. ISBN 9789547336056. с. 432.
2. Night Music: Nocturnes 2 (2015)
Нощна музика.   Издателска къща „Прозорец“, 2018. ISBN 9789547339798. с. 448.

### Самостоятелни книги
1. Bad Men (2003)
Зли хора.   Издателска къща „Прозорец“, 2003. ISBN 9547333429. с. 432.
2. The Book of Lost Things (2006)
Книга за изгубените неща.   Издателска къща „Прозорец“, 2007. ISBN 9789547335004. с. 346.
3. The Wanderer in Unknown Realms (2013)
Скитник в непознати селения.   Издателска къща „Прозорец“, 2015. ISBN 9789547338296. с. 110.
4. The Caxton Private Lending Library & Book Depository (2013)
Частна заемна библиотека и книгохранилище „Какстън“.   Издателска къща „Бард“, 2015. ISBN 9789547338296. с. 94.
5. He: A Novel (2017)
Той.   Издателска къща „Прозорец“, 2018. ISBN 9789547339743. с. 360.

## Награди
- Номинация: 1999 Bram Stoker Award (First Novel), за Всяко мъртво нещо
- Номинация: 2000 Barry Award (Best British Crime Novel), за Всяко мъртво нещо
- Награда: 2000 Shamus Award (Best First P.I. Novel), за Всяко мъртво нещо
- Номинация: 2001 Barry Award (Best British Crime Novel), за Дарк холоу
- Номинация: 2002 Barry Award (Best British Crime Novel), за Родени да убиват
- Награда: 2003 Barry Award (Best British Crime Novel), за Белият път
- Номинация: 2005 CWA Short Story Dagger Award, за „Miss Froom, Vampire“
- Номинация: 2006 British Fantasy Society (Best Novel), за Черният ангел
- Номинация: 2007 Irish Novel of the Year, за Книга за изгубените неща
- Номинация: 2008 Macavity Awards (Best Novel), за Нечестивци
- Номинация: 2008 Barry Awards (Best Novel), за Нечестивци